# ریما و رایلی پیه‌تیله
ریما و رایلی پیه‌تیله (زاده ۲۵ اوت ۱۹۲۳ – درگذشته ۲۶ اوت ۱۹۹۳) یک معمار و نظریه‌پرداز فنلاندی بود. او بیشتر کارهای خود را با همسرش رایلی پیه‌تیله (۱۵ اوت ۱۹۲۶–۱۶ مه ۲۰۲۱) انجام داد. پس از سال ۱۹۶۳ تمام آثار آنها به‌طور رسمی ریما و رایلی پیه‌تیله نام گرفت. 
ریما پیه‌تیله از سال ۱۹۷۳ تا ۱۹۷۹ استاد معماری در دانشگاه اولو بود. وی همچنین برندهٔ جوایزی همچون مدال شاهزاده یوجین شده‌است.

## نگارخانه

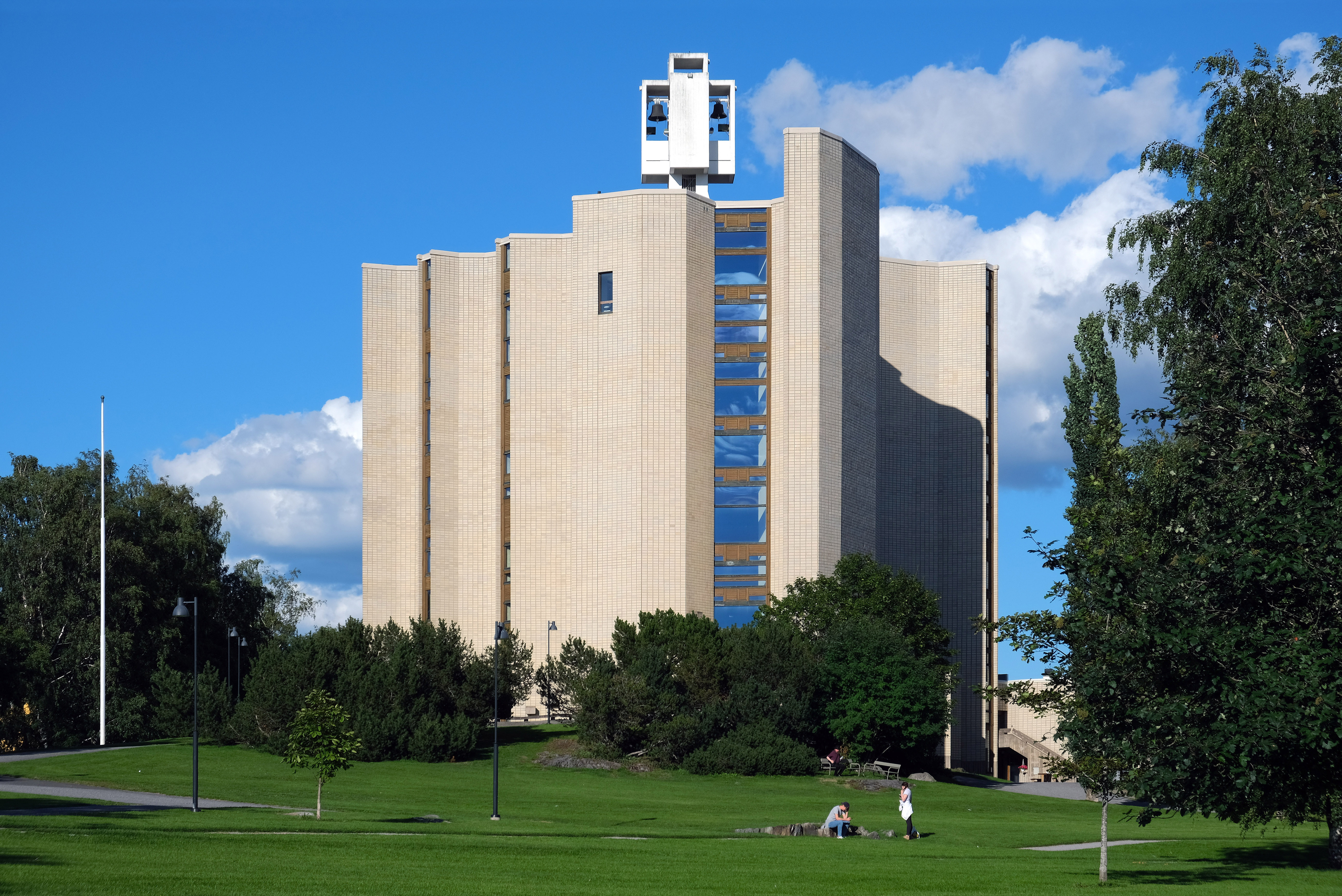
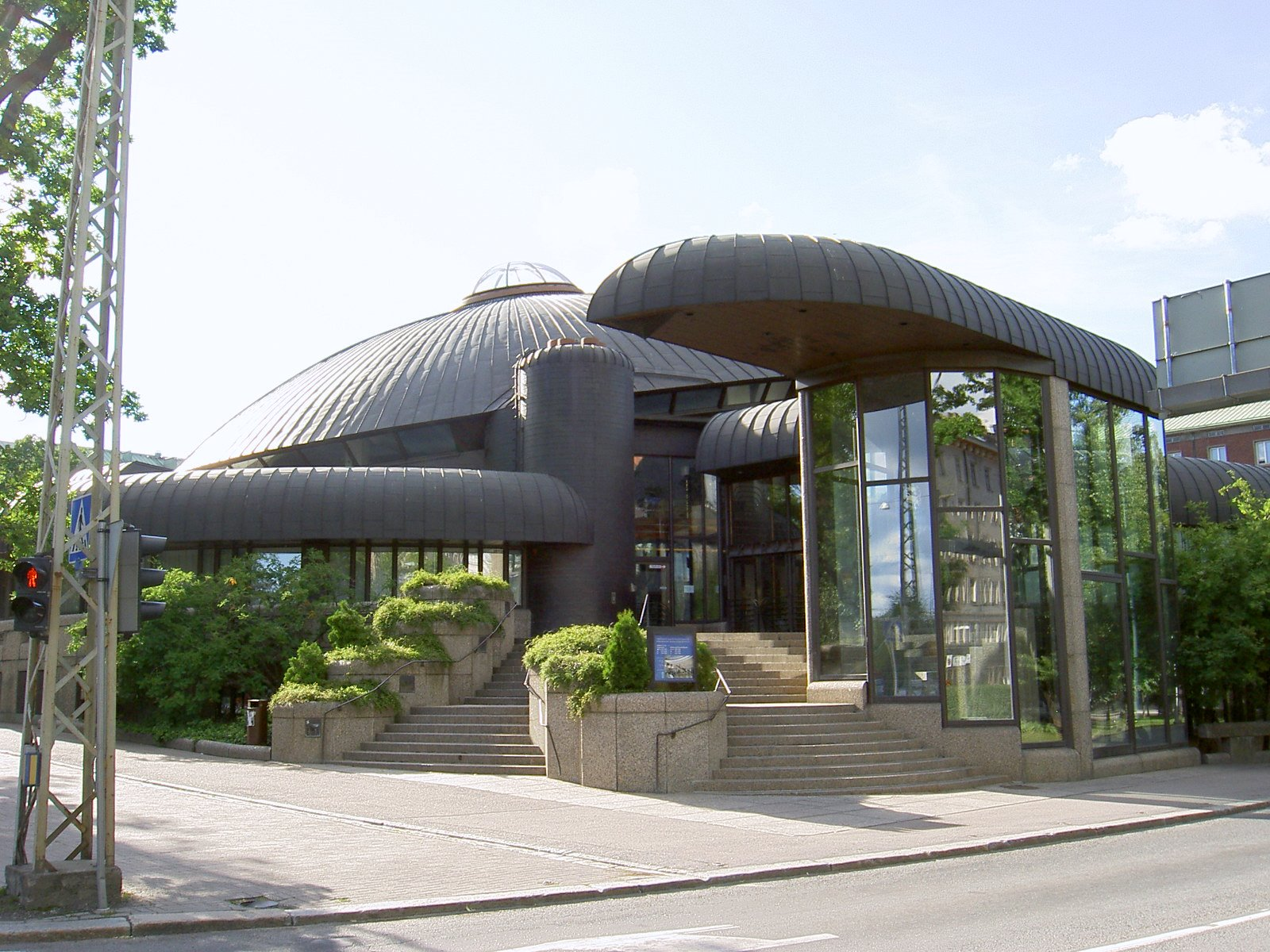
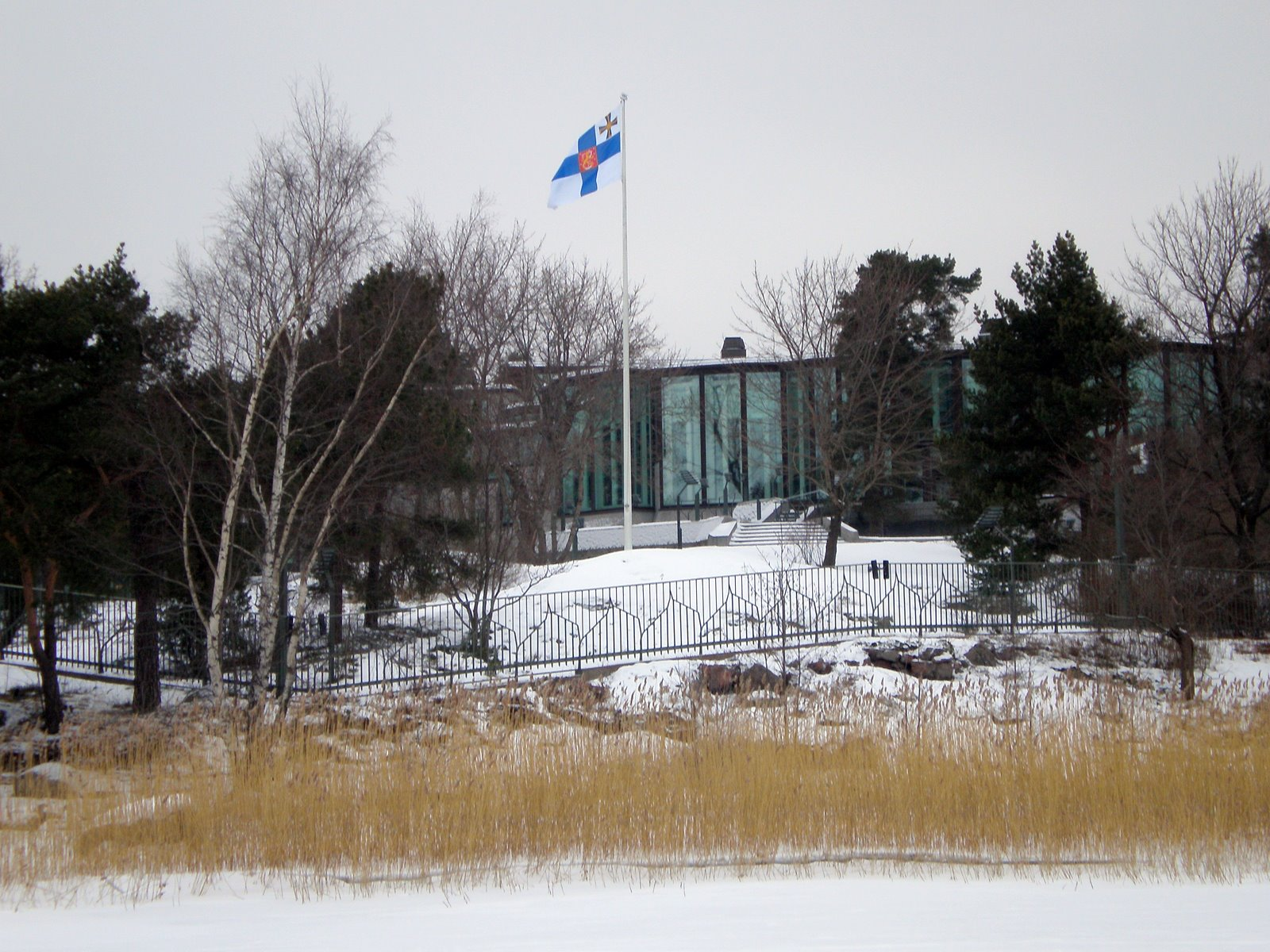